# Морро-де-Арика
Мо́рро-де-Ари́ка — береговой холм 110-метровой высоты, расположенный на юге центральной части города Арика, в области Арика-и-Паринакота, Чили. Это одна из самых больших туристических достопримечательностей города. Он был признан Национальным Памятником в 1971 году.
Холм предлагает большой панорамный обзор города Арика и пляжей Тихого океана. На вершине находится площадка с различными памятниками и балконом. Здесь размещается Исторический Музей и Музей Оружия Арика, а в окрестностях расположены три крепости. 7 июня 1880 года здесь произошло сражение при Арике, одно из самых кровавых сражений Тихоокеанской войны.
Кроме того, во время празднования 7 июня и при встрече Нового года с вершины бросают фейерверки.